# Mesopolobus rhabdophagae
Mesopolobus rhabdophagae är en stekelart som först beskrevs av Graham 1957.  Mesopolobus rhabdophagae ingår i släktet Mesopolobus och familjen puppglanssteklar. Arten är reproducerande i Sverige. Inga underarter finns listade i Catalogue of Life.